# Споменак (часопис за децу)
Споменак : лист за забаву и поуку српској деци је часопис који је излазио до 1893. до 1914. године у Панчеву. Уређивао га је Иван Мартиновић.

## О часопису
Први број је био без слика и меморандума, док је већ други број имао слику и заглавље листа. Поред писања за децу и о деци, имао је и енциклопедијски карактер; водило се рачуна о домаћој и страној књижевности, о кретањима у друштвеном животу, о науци, праћени су најважнији догађаји у свету, а писао је о другим часописима и публикацијама. То је први дечји илустровани лист у Банату. Овим часописом уносило се код деце ведро и весело расположење. Био је изузетно уређен часопис, пленио је својим илустрацијама. Одиграо је врло важну улогу и деца су га читала у целости. Часопис је имао педагошку улогу (инсистирање на моралности деце и детињства) и давање значаја игри као једином природном својству детињства. Често је приповедање и поука која следи обезбеђивала превласт морално-поучних значења текста над његовим литерарним квалитетима. Часопис се бавио и најзначајнијим представницима књижевности код нас као што су Вук, Доситеј, Стерија, Његош, Змај и други. Бројност личности и догађаја о којима је часопис током свог дугогодишњег излажења писао, упадљив простор који им је посвећивао и укупни значај који им је давао, чине солидан оквир за слику културно-књижевних збивања у српској књижевности и култури крајем деветнаестог и почетком двадесетог века, наравно у оквиру читалаца којима се обраћа.

### Уредник
Власник, издавач и уредник је био Иван Мартиновић.

### Тираж
Прве године излажења имао је нешто више од 150 претплатника. Часопис је дуго излазио и каснијих година је имао тираж од хиљаду примерака.

### Периодичност
Излазио је једном месечно. Први број је изашао 20. јануара 1893. године и током исте године је излазио 20-тог у месецу. Следеће године је излазио 10-тог у месецу, а од 1895. године излази сваког првог у месецу.

### Промена поднаслова
Током излажења је једном променио поднаслов.
- Лист за забаву и поуку српској деци - од 1893. године до 1895.
- Илустровани лист за децу - од првог броја 1896. године

### Рубрике
- Споменкове вести
- Нове књиге и листови
- У доколици
- Одговори и препоруке
- Разно

Часопис је скромним и кратким белешкама истрајно пратио многобројна важнија или мање важна збивања у култури, а посебно у књижевности српских крајева, али и у култури осталих словенских народа. Упућује се на разне годишњице, прославе јубилеја, годишњице рођења и смрти, указује на откривање споменика, доделе одликовања, рад културних и просветних фондација, издавање сабраних дела итд. Даје се велики значај преношењу земних остатака Вукових из Беча у Београд 1897. године. Уочљиво се обележава и стогодишњица смрти Доситеја Обрадовића (1811-1911), са сликом на насловној и текстом на унутрашњим страницама. 
На насловној страни броја 8 и 9 из 1899. године објављује се Змајева фотографија, а у самом часопису је велики чланак о Педесетогодишњици чика Змајјове, са исцрпним подацима о рођењу, породици, школовању , уређивању листова и часописа итд.

### Преводи
Још од првог броја се види да се часопис у значајној мери ослања на књижевне изворе иностраног порекла. Главни разлог је био и недостатак домаћих литерарних и других прилога поучно-забавног карактера, који одговарају дечјем узрасту, поготово у Панчеву где часопис излази. Осећа се снажно присиство немачке и мађарске културе јер су уреднику били на располагању. Одабир грађе за превођење био је подређен поучном карактеру часописа. Не преводе се најбољи књижевници и њихова најбоља дела већ оно што је одговарало оријентисаности самог часописа. Преводе се и умотворине других народа, посебно оне у прозном жанру (приповетка, басна, пословица). Често су заступљене и прераде. Превођено је са:
- немачког
- руског
- мађарског
- енглеског
- пољског
- словеначког.

#### Преводиоци
- Иван Мартиновић (са немачког и мађарског)
- Крста Малеташки (са мађарског)
- Мила Малеташки (са мађарског)
- Саватије Грбић (са руског)
- Лаза К. Мишковић (с руског)
- Милена Грбић (са енглеског)
- Исаије Митровић (са словеначког)

## Сарадници
- Јован Јовановић Змај
- Алекса Шантић

- Јован Дучић
- Светозар Ћоровић
- Љуба Ненадовић
- Васа Крстић Љубисав
- Миливоје Чудимировић
- Јелица Беловић Бернадзиковски
- Душан Ђурић
- Ристо М. Тасић
- Саво Н. Семиз
- Сретен Динић
- Даница Бандић
- Јован Удицки
- Саватије Грбић
- Крста Малеташки
- Вељко Милићевић

Број сарадника је варирао од броја до броја, од десет до двадесет. Било је много, добрих и квалитетних сарадника. Споменак је имао на стотине сарадника током дугог низа година излажења и може се поносити најзначајнијим именима наше књижевности. Било је много аутора који су под псеудонима, иницијалима и сл. објавили по једну или више прича.

## Галерија слика
- Споменак, насловна корица из 1895. године
- Споменак, број 3 из 1895. године
- Споменак, број 1 из 1896. године
- Споменак, насловна страница из 1909. године
- Споменак, број 6, 1909. година